# Orthetrum monardi
Orthetrum monardi är en trollsländeart som beskrevs av Schmidt 1951. Orthetrum monardi ingår i släktet Orthetrum och familjen segeltrollsländor. IUCN kategoriserar arten globalt som livskraftig. Inga underarter finns listade i Catalogue of Life.